# Chagunius nicholsi
Chagunius nicholsi е вид лъчеперка от семейство Шаранови (Cyprinidae). Видът не е застрашен от изчезване.

## Разпространение
Разпространен е в Индия (Манипур и Нагаланд) и Мианмар.

## Описание
На дължина достигат до 30 cm, а теглото им е максимум 900 g.